# Человек, который делал алмазы
«Человек, который делал алмазы» (англ. The Diamond Maker) — рассказ Герберта Уэллса, написанный в 1894 году и впервые опубликованный в том же году в Pall Mall Budget.

## Сюжет
Рассказчик вечером на улице встречает незнакомого человека, который заводит с ним разговор. Незнакомец постепенно подводит разговор к тому, что сообщает рассказчику об изготовленных им искусственным способом алмазах. Незнакомец достаёт из-за пазухи холщовый мешочек, а из него большой алмаз, и предлагает рассказчику купить этот алмаз у него за сто фунтов, по очень низкой цене для алмаза. Рассказчик сомневается, он что-то слышал о попытках создать искусственные алмазы, но они, насколько слышал ранее рассказчик, не могут даже близко быть такого размера и такого качества как алмаз незнакомца. Камень незнакомца действительно очень похож на алмаз, но рассказчик продолжает сомневаться.
Незнакомец не удивлён тому, что ему не поверили и начинает рассказ о себе. Всю свою жизнь начиная с 17 лет (а на момент рассказа ему 32) он полностью посвятил задаче найти способ изготовления искусственных алмазов и стать таким образом миллионером. Он тратил все свои средства на осуществление своей идеи, отказывал себе во всем, жил один, спал на матрасе на полу в лаборатории годами, думая об обогащении. Ставя взрывоопасные опыты он не думает о возможных последствиях для людей живущих по соседству, поглощённый идеей обогатиться на искусственных алмазах. Доходит до того что он страдает от голода несколько дней, так как все средства уходят на его опыты, и какой-то парень даёт ему на улице шесть пенсов, но вместо еды незнакомец покупает уголь чтобы снова раскалить горн для опытов. Но когда работа горна подходит к концу, в нём неожиданно оказываются три довольно больших алмаза и ещё пять маленьких…
Но в тот же момент он узнает что на него нажаловались соседи, видимо подумав что он изготавливает бомбу, и его повсюду уже ищет полиция как анархиста устроившего «фабрику бомб». Раскрыть же свой секрет о том, что он нашёл дешевый способ изготовления алмазов, он боится, из-за опасений, что при огласке он получит меньше прибыли из-за того, что все узнают что алмазы теперь «можно делать по цене угля». Он вынужден скрываться нося при себе алмазы на несколько сот тысяч фунтов, и он нигде не может продать их, все ювелиры при виде его начинают вызывать полицию, и он снова уходит, чтобы скитаться теперь по улице с теоретически огромным состоянием.
Рассказчик не покупает алмаз, из-за некоторых опасений и того, что у рассказчика не было при себе суммы в сто фунтов. Но всё-таки даёт незнакомцу визитку со своим адресом. Рассказчику впоследствии сообщают, что к нему приходил какой-то человек, худой, оборванный и кашляющий, по описанию в намного худшем состоянии, чем был незнакомец при первой встрече.
Больше рассказчик ничего о нём никогда не слышал. Рассказчик рассуждает, что возможно незнакомец умер, а его алмазы выбросили не глядя как мусор. На этом история заканчивается.

## Возможные предпосылки возникновения сюжета рассказа
Множество заявлений об изготовлении искусственных алмазов было сделано между 1879 и 1928 годами (рассказ был написан 1894 году) большинство этих заявлений было тщательно проанализировано, но ни одно из них не подтвердилось.

## Переводы на русский язык
На русском языке впервые опубликован в анонимном переводе в 1899 году в № 36 петербургского журнала «Живописное обозрение». Кроме этого анонимного перевода на данный момент известны как минимум шесть переводов рассказа на русский язык, осуществлённых в последующие годы.
- А. Гретман (Изобрѣтатель алмазовъ)
- А. Гертман (Изобретатель алмазов)
- О. Богданова (Изобретатель алмазов)
- К. Андреев (Человек, делавший алмазы)
- Н. Высоцкая (Человек, который делал алмазы)
- Н. Рахманова (Человек, который делал алмазы)